# 维吾尔人权项目

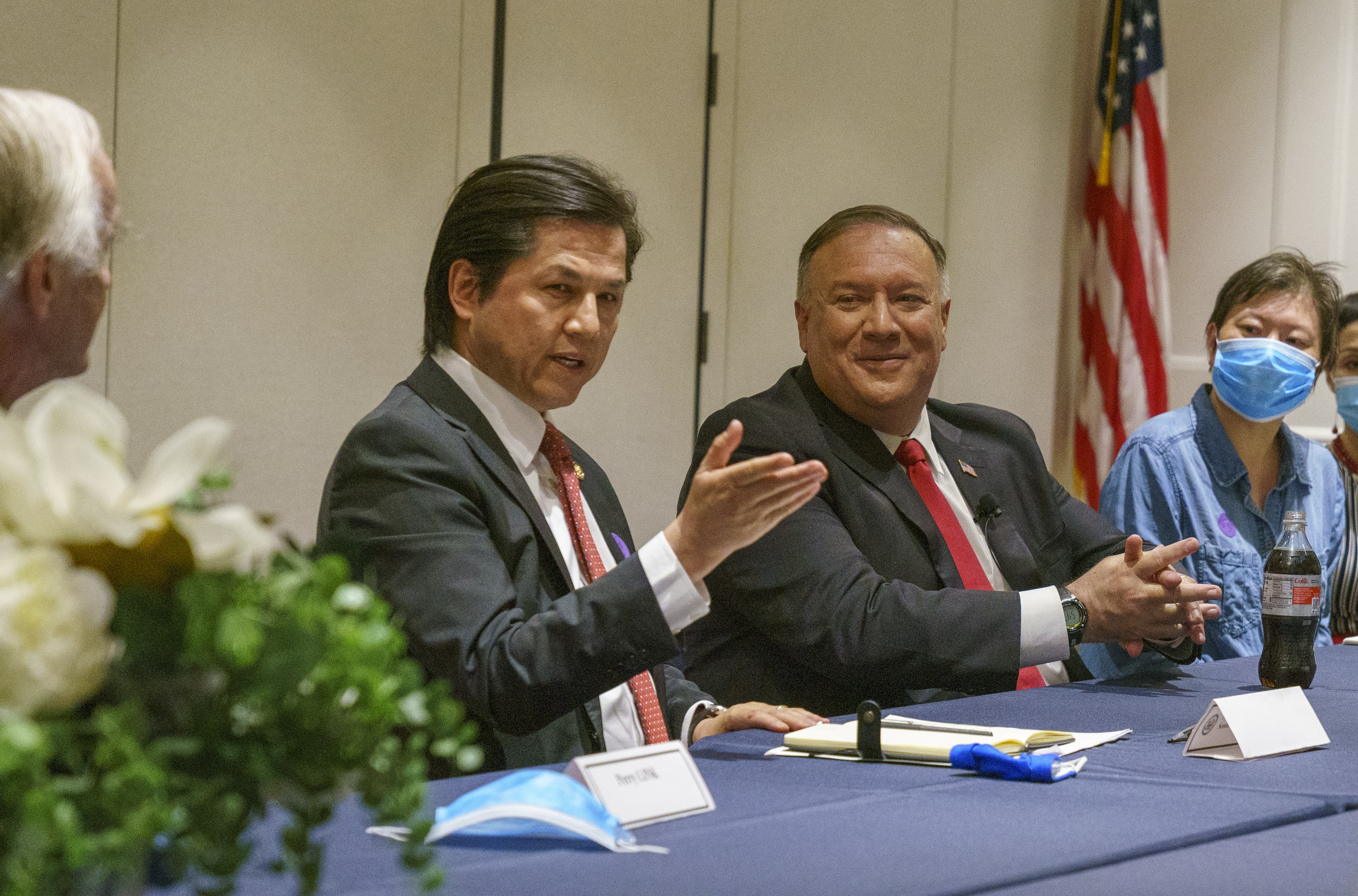
2020年7月，美国国务卿迈克·蓬佩奥会见努里·特克尔和其他中国异议者。

维吾尔人权项目（英語：Uyghur Human Rights Project，維吾爾語：ئۇيغۇر كىشىلىك ھوقۇق قۇرۇلۇشى‎，缩写为UHRP）是一个非营利的研究机构，总部位于美国华盛顿哥伦比亚特区，旨在促进维吾尔人的人权。其主要目标为通过研究导向，“促进维吾尔人和其他人们的人权与民主”。由于在中国准确、及时地收集信息面临独特的挑战，该组织认为，除了广泛地关注人权的组织之外，特别的关注维吾尔族危机的组织也尤为重要。维吾尔人权项目还举办相关活动，如专家小组，讨论维吾尔人面临的危机。

## 历史
维吾尔人权项目由维吾尔裔美国人协会在2004年成立，拥有8名全职员工。项目资金来自于美国国家民主基金会，2016年起注册为非营利免税组织，组织类型为501(C)。
乌麦尔·卡纳特自2018年起担任该组织执行董事，他曾担任过世界维吾尔代表大会的副主席。联合创始人努里·特克尔担任董事会主席，他被美国众议院议长南希·佩洛西任命为美国国际宗教自由委员会的专员（2019—2022）。
2020年9月，维吾尔人权项目与其他五十个组织和专家共同向联合国人权理事会呼吁任命一个调查委员会，调查针对维吾尔人和其他突厥穆斯林暴行罪。

## 报告
维吾尔人权项目以英文、中文发布分析报告，以维护维吾尔人根据国际人权标准所享有的公民、政治、社会、文化和经济权利。
2020年7月，该组织发布名为“世界上最幸福的穆斯林：虚假信息，宣传和维吾尔族危机”的报告，报告中分析了中国共产党的反叙事手法，以应对侵犯人权行为不断升级和对国际社会的警告。
UHRP发布关于中共维吾尔族人权各个方面政策的报告，包括文化权利，如《被摧残的喀什噶尔：强制重建、掠夺和监控下的维吾尔文化摇篮》、《榨取文化资源：对维吾尔族文化遗产的剥削和形式化》。